# Мандела (муніципалітет)
Мандела (італ. Mandela) — муніципалітет в Італії, у регіоні Лаціо,  метрополійне місто Рим-Столиця.
Мандела розташована на відстані близько 40 км на північний схід від Рима.
Населення — 940 осіб (2014).

## Демографія
Населення за роками:

Станом на 1 січня 2023 року в муніципалітеті офіційно проживало 95 іноземців з 15 країн, серед них 68 громадян країн Євросоюзу та 4 громадяни України.

## Сусідні муніципалітети
- Антіколі-Коррадо
- Чинето-Романо
- Ліченца
- Перчиле
- Роккаджовіне
- Ров'яно
- Сарачинеско
- Віковаро